# 곽영범
곽영범(郭泳範/郭榮範/郭永範
/郭英範, 1946년 2월 3일 ~ )은 대한민국의 PD이다.

## 경력
- 1972년 1월 ~ 1980년 11월 : TBC 드라마국 PD
- 1980년 12월 ~ 1986년 6월 : KBS 드라마국 PD
- 1986년 7월 ~ 1991년 3월 : MBC 드라마국 PD
- 1991년 3월 ~ 1992년 5월 : SBS 드라마국 PD
- 1992년 6월 ~ 1993년 7월 : SBS TV 제작국 부국장
- 1996년 12월 ~ 1997년 5월 : SBS TV 제작위원 국장
- 1997년 6월 ~ 1998년 11월 : SBS 드라마국 국장
- 2000년 3월 ~ SBS 제작본부 제작위원실 실장.

## 드라마
- 1974년 TBC 파초의 집
- 1975년 TBC 부부
- 1975년 TBC 의형제
- 1975년 TBC 두 남편
- 1978년 TBC 언약
- 1978년 TBC 여자의 얼굴
- 1979년 TBC 철이의 군함
- 1980년 TBC 잃어버린 겨울
- 1980년 TBC 아롱이 다롱이
- 1981년 KBS2 옥동이
- 1981년 KBS1 TV 문학관 - 청산댁
- 1982년 KBS1 약속의 땅
- 1982년 KBS1 집으로 가는 길
- 1982년 ~ 1983년 행복의 계단
- 1983년 KBS2 청춘일기
- 1984년 KBS1 딸의 미소
- 1984년 KBS2 금남의 집
- 1985년 MBC 갯마을
- 1987년 MBC 사랑과 야망
- 1988년 MBC 거리의 악사
- 1988년 MBC 모래성
- 1989년 MBC 철새
- 1989년 MBC 상처
- 1990년 MBC 배반의 장미
- 1991년 MBC 겨울 이야기
- 1992년 SBS 두려움 없는 사랑 기획
- 1992년 SBS 어디로 가나
- 1993년 SBS 산다는 것은
- 1994년 SBS 작별
- 1996년 SBS 가을 소나타
- 1999년 SBS 당신은 누구시길래
- 2000년 SBS 은사시나무
- 2002년 SBS 오남매
- 2004년 SBS 아내의 반란
- 2006년 SBS 사랑과 야망
- 2008년 SBS 애자 언니 민자
- 2012년 JTBC 해피엔딩